# Tayloria altorum
Tayloria altorum là một loài rêu trong họ Splachnaceae. Loài này được Herzog mô tả khoa học đầu tiên năm 1916.